# Misijonska postaja
Misijonska postaja ali misijon je ime za zgradbo ali skupino poslopij, ki jih krščanski misijonarji zgradijo v tujih deželah v dobrodelne namene in za opravljanje svojega poslanstva. Misijon navadno sestoji iz svetišča, šole, ambulante, včasih tudi bivalnih prostorov oziroma prenočišč in delavnic.  
Danes imajo misijonske postaje odprto strukturo, ki jo narekuje napredno pojmovanje misijonarskega poslanstva: niso več last neke religije ali celo države, ki je misijonarje poslala, in ne služijo za širjenje evropske kulture med domačini. Kar so bile nekdaj misijonske postaje, so danes kulturni objekti domačinov, last lokalne skupnosti, kjer misijonarji nudijo pomoč in svetovanje. Tudi v špansko govorečem svetu beseda Misión ne pomeni več sedeža misijonarjev, temveč označuje cerkveno poslopje, večinoma zgrajeno na ostankih ali na lokaciji zgodovinske misijonske postaje.
Med današnje misijonske postaje prištevamo tudi sedeže neprofitnih organizacij, ki pojmujejo misijonsko poslanstvo iz izključno zdravniškega vidika, zato ustanavljajo ambulante in bolnišnice v deželah v razvoju, ne glede na politično pripadnost in religijo prebivalstva, na primer Zdravniki brez meja. Glavna značilnost teh organizacij je načrtno nevmešavanje v kulturo domačinov, zato so tudi vsi objekti in poslopja zgrajeni v lokalnem stilu in z lokalnimi sredstvi.

## Misijoni v Amerikah
Zgodovinski misijoni, ki so jih španski frančiškani in jezuiti ustvarjali v južnih predelih Severne Amerike in v Srednji Ameriki, so bili ustanovljeni v 16. stoletju. Zgrajeni so bili večinoma iz monumentalne cerkve in obzidanih bivalnih prostorov, kar je bilo istočasno znak pomembnosti krščanske vere in obljuba varnosti pod njenim okriljem. Razvil se je tako imenovani misijonski slog, ki je del španskega baroka, vendar se razlikuje od ostalih španskih kolonialnih poslopij zaradi popolne odsotnosti ofenzivnih elementov, ki so bili lastni vsem zgradbam Novega sveta, kot na primer strelske line in zaščitene pasaže na robovih streh. Zidava je bila enostavna, masivni zidovi so bili iz surove gline prekrite z apnom, stopnišča so bila strma in brez držajev, streha je slonela na enostavni podpori tramov. Posebno zaželene so bile kupole. 
Večina teh solidnih zgradb je skozi stoletja uspešno kljubovala naravnemu propadanju in človeškim napadom. Še leta 1821 je samo na obali današnje Kalifornije med San Diegom in Sonoro normalno delovalo 21 frančiškanskih misijonov, ki so bili povezani s skoraj tisoč kilometri planinske poti. Prav okoli najstarejših misijonov so pozneje zrasla velika mesta, tako na primer San Diego, Los Angeles, San Francisco.
Podobne strukture so bile ustanovljene tudi v Filipinih za časa španske nadoblasti, vendar se po navadi ne prištevajo med misijone, ker so jih gradile civilne oblasti in so bili misijonarji le nekakšni državni uradniki. Imenovale so se poblaciónes (španski izraz za naselje) ali cabecera (mestno središče) in so poleg svetišča in župnišča vsebovale mestno hišo, tržnico, šole, zdravstveni dom, policijsko postajo, pa tudi rezidenčne vile državnih predstavnikov. Danes beseda población pomeni upravno in komercialno središče mesta oziroma glavni mestni trg, velikokrat tudi stari predel mesta..
V Južni Ameriki so španski jezuiti gradili misijonske postaje, ki jih je podpirala in financirala tako matična država, kot tudi večje civilne organizacije v domovini. Najbolj uspešne so bile tako imenovane reducciones v pokrajinah vzdolž Rio de la Plata. To so bila prava zaprta naselja, v katere nepovabljeni niso imeli vstopa. Zanje je značilno, da so bila ustanovljena z utopističnim namenom, da se ustvari nova civilizacija z lastnostmi evropske kulture, a brez njenih napak in pomanjkljivosti.. Vendar se eksperimentacija ni obnesla povsod enako dobro. Mnogo južnoameriških plemen ni sprejelo nove kulture, na primer nomadska ljudstva Gran Chaca; tudi Čirigvani ob vznožju Andov so prestopili v novo religijo v zelo skromnem številu.
Medtem ko so misiones predstavljale mogočno zatočišče za vsakogar, so bile reducciones zaprta rezidenca za samozadostno elito domačinov. Zato so morale slednje obsegati prostore in stavbe za vsako življenjsko potrebo, vključno z zaporom in pokopališčem, navadne misijonske postaje pa so imele prostore samo za začasna prebivališča, manjše shrambe živil in predvsem manj upravnega osebja. Velikokrat je bil misijon popolnoma odvisen od ene same osebe, misijonarja, ki je po svojih močeh opravljal tudi funkcije učitelja in bolničarja in je bil za preživetje odvisen od naklonjenosti domačinov; v teh primerih so se stavbe celotne misijonske postaje omejevale na čim večjo kapelo in skromne dodatne prostore.
V Južni Ameriki so ustanavljali misijonske postaje tudi portugalski jezuiti, a njihovi misijoni so se razvijali počasneje od španskih zaradi velikih težav, s katerimi so se soočali. Njihove reduções so bile v 17. stoletju dobro urejene skupnosti s samostojnimi gospodarskimi povezavami z Evropo, a imele so številne nasprotnike. Paradoksalno so bili med temi tudi nekateri ugledni predstavniki katoliške cerkve, ki niso odobravali emancipacije domačinov. Najbolj nevarni nasprotniki pa so bili lovci na sužnje, ki so samo v letu 1630 in samo v Paragvaju povzročili smrt ali usužnjenje okoli 30 tisoč domačinov . To je prepričalo veliko število preganjanih, da so se zatekli med zidove misijonov, ki so se zato morali večati in bolje zaščititi. Pri tem so bili v veliko pomoč razni zakoni in materialni prispevki portugalskih oblasti, ki so bile v tem obdobju (1580-1640) tesno povezane s španskimi. Vsekakor je treba poudariti, da oblasti, tako španske kot portugalske, gotovo niso podpirale teh iniciativ iz človekoljubnosti. Jezuitski dobri nameni so za evropske oblastnike pomenili samo možnost izkoriščanja domačinov. To se je jasno pokazalo, ko so bili jezuiti izgnani iz prekomorskih posestev (1759), kar je imelo za posledico izumiranje misijonov, saj domačini niso sprejeli civilne evropske avtoritete in so raje zapustili misijonske postaje.

## Misijoni v Avstraliji
Pri poseljevanju Avstralije v začetku 20. stoletja se je srednjeveška zgodovina ponovila, čeprav so medtem pretekla stoletja: postopek naselitve (kolonizacije) nove celine se ni spremenil od ustanovitve prvih misijonskih postaj v Amerikah. V zgodnji kolonizaciji Avstralije, to je v prvem naselitvenem valu, in skozi večino dvajsetega stoletja so nekateri misijonarji sicer hoteli ohraniti jezik in kulturo domačinov, a so v ta namen odstranjevali otroke iz družin  in jih nameščali v misijone, kjer naj bi se šolali; dejansko so na ta način povzročili nasprotne posledice od načrtovanih, saj so ti otroci (tako imenovana stolen generation, to je oropana generacija) s časom pozabili na svojo pripadnost in so prevzeli anglosaško kulturo. 
Tovrstne misijone so ustanavljali in vzdrževali pripadniki raznih evropskih religij, tako rimokatoliki  kot luteranci in drugi protestanti. Najbolj aktivna je bila United Aborigines Mission, ki je ustanovila desetine misijonov po vsej celini. Te misijonske postaje so bile nekakšni zaprti kolidži, ki so nudili istočasno prebivališče, šolsko vzgojo in versko doktrino. Nahajale so se večinoma v večjih mestih, zato so bile njihove stavbe v kolonialnem stilu in jih samo delno lahko imenujemo »misijoni«. Nekateri podeželski misijoni, ki so načrtovali prevzgojo domačinov v moderne kmetovalce, so bili zgrajeni s skromnejšimi sredstvi in brez arhitekturnih zahtev, večkrat celo na neproduktivnih zemljiščih, zato so kmalu propadli in postali samo internacijska zbirališča domačinov (na primer Moore River, 135 km severno od Pertha). Nekaterim pa je uspelo, da so se razvili v samostojne politične enote z izrazito domačinskim značajem, na primer Dumaji, ki je bil ustanovljen leta 1931 kot misijon Krščanskega zbora evangeličanov in je danes Doomadgee, dežela z avtonomno upravo (Local Government Area) v Severnozahodnem Queenslandu.